# Johann Schweitzer (Politiker)
Johann August Schweitzer (* 7. Juli 1874 in Ober-Mörlen im Wetteraukreis; † 21. Dezember 1953 in Frankfurt am Main) war ein deutscher Kolonialwarenhändler und Mitglied des Provinziallandtages der Provinz Hessen-Nassau.

## Leben
Johann Schweitzer war ein Sohn des Maurers Augustin Schweitzer und dessen Ehefrau Juliane Koch und arbeitete zunächst als Gastwirt und später als Kolonialwarenhändler in Frankfurt am Main, als er 1931 für den Abgeordneten Johann Ruhl ein Mandat für den Nassauischen Kommunallandtag für den Regierungsbezirk Wiesbaden bzw. für den Provinziallandtag der Provinz Hessen-Nassau erhielt, wo er  Mitglied des Wahlvorschlags- und Rechnungsprüfungsausschusses war. Er hatte für die Reichspartei des deutschen Mittelstandes einen Sitz in den Parlamenten. 
Zu  den Kommunallandtagswahlen am 13. März 1933 kandidierte er nicht. 